# Fåfänga
För andra betydelser se Fåfänga (olika betydelser)

"All is Vanity" av Charles Allan Gilbert.

Fåfänga är överdriven omsorg om sitt anseende eller sitt utseende.
Enligt många etiska läror är fåfänga dåligt, synonymt med flärdfullhet, flärd, prålsjuka, inbilskhet, egenkärlek och högfärd. Fåfänga har fått uttryck i konsten med påfågeln som vanlig symbol. 
Tillsammans med arrogans och förmätenhet faller fåfänga inom ramen för högmod som en av de sju dödssynderna.